# Cancillería del NSDAP
La Cancillería del Partido (en alemán: Parteikanzlei), era el nombre de la oficina central del Partido Nacionalsocialista Obrero Alemán (NSDAP), designado como tal el 12 de mayo de 1941. La oficina existía anteriormente como el Personal del Lugarteniente del Führer (Stab des Stellvertreters des Führers) pero fue renombrado después del viaje de Rudolf Hess a Escocia en un intento de negociar un acuerdo de paz sin la autorización de Adolf Hitler. Hitler denunció a Hess, su antigua oficina fue disuelta y la nueva Cancillería del Partido se formó en su lugar bajo Martin Bormann.

## Historia

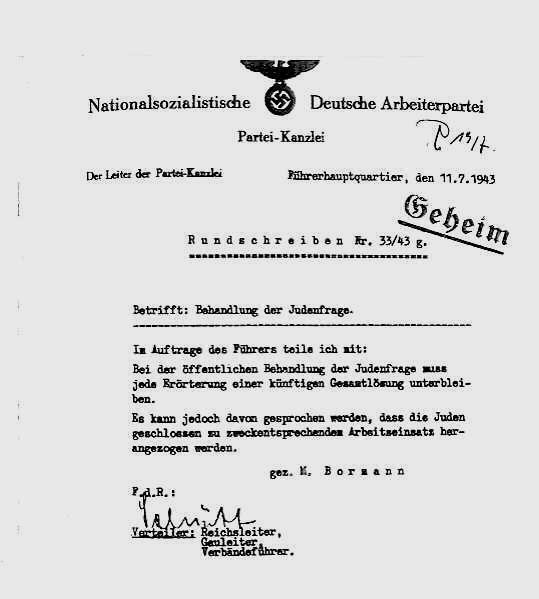
El jefe del NSDAP Partei-Kanzlei Martin Bormann ordena evitar la discusión pública de una futura solución completa de la cuestión judía

A partir de 1933, la oficina del partido tenía su sede en Munich bajo el liderazgo de Secretario de Adolf Hitler, Rudolf Hess, quien ocupaba el rango de ministro del Reich en el gabinete de Hitler. El departamento de Hess era responsable de manejar los asuntos del partido; la solución de disputas dentro del partido y actuar como intermediario entre el partido y el estado con respecto a decisiones políticas y legislación. La organización rivalizaba por influencia no solo con la Cancillería del Reich bajo Hans Lammers sino también con la Cancillería del Führer y los nazis. Gau- y Reichsleiter. Típica del régimen nazi en muchos aspectos, la Cancillería del Partido compitió por esferas de interés con las otras dos cancillerías, creando varias áreas de duplicación funcional, lo que además complica "la relación entre el partido y el estado".
Otro problema que enfrentó la Cancillería de Hitler fue la confusión administrativa que surgió de todos los intereses en competencia de las diversas organizaciones subordinadas del partido constituyente como las SA, las SS, la Juventudes Hitlerianas, el Frente del Trabajo, entre otros. Al parecer, faltaba una autoridad administrativa centralizada para el Partido Nazi, por lo que los Gauleiters pasaron por alto la oficina de Hess, ya que se creían responsables solo de Hitler. Aunque Hess era vice-Führer, su oficina no pudo administrar las tareas administrativas hasta que Martin Bormann fue nombrado Jefe de Gabinete de la oficina de Hess en julio de 1933.
Bormann, secretario personal y jefe de personal de Hess, era el hombre detrás de escena que administraba los asuntos cotidianos de la Cancillería del Partido. Bormann usó su posición para crear una extensa burocracia y se involucró en la mayor parte de la toma de decisiones posible. Bormann pronto se convirtió en un representante eficiente e indispensable de los intereses del partido, desautorizando a los líderes regionales en el nivel intermedio y extendiendo la participación de la Cancillería del Partido en los asuntos estatales mediante la promulgación de leyes y los decretos del Führer. En 1935, Bormann comenzó a administrar la "sede rural" de Hitler en el Obersalzberg en Baviera. También en 1935, se le encargó las finanzas personales de Hitler y usó su proximidad para aumentar la autoridad de la oficina sobre las numerosas organizaciones del Partido; a pesar de este desarrollo, las luchas jurisdiccionales incesantes todavía caracterizaban al estado nazi. Bormann creó el Fondo Adolf Hitler de Comercio e Industria alemán, que recaudó dinero de los industriales alemanes en nombre de Hitler. Algunos de los fondos recibidos a través de este programa fueron desembolsados a varios líderes del partido, pero Bormann retuvo la mayor parte para el uso personal de Hitler. Para 1936, Bormann estaba pasando órdenes directamente de Hitler a los ministros del Reich y a los funcionarios del Partido. 
Después de la huida de Rudolf Hess al Reino Unido para buscar negociaciones de paz con el gobierno británico el 10 de mayo de 1941, Hitler abolió el cargo de designado adjunto del Führer el 12 de mayo de 1941. Hitler asignó los antiguos deberes de Hess a Bormann, con el título de Jefe de la Parteikanzlei (Cancillería del partido). En este puesto, era responsable de todos los nombramientos del NSDAP y solo respondía ante Hitler. La Cancillería del Partido también estaba al tanto de la extrema violencia que las Waffen-SS llevaban a cabo en el teatro oriental en el verano y el otoño de 1941, cuando el jefe de la Gestapo, Heinrich Müller, distribuyó informes, que fueron firmados por altos funcionarios de todo el Reich. Heydrich compartió las cuestiones legales y administrativas que rigen los asuntos jurisdiccionales relacionados con la Conferencia de Wannsee con las organizaciones del Partido, incluida la Cancillería del Partido de Bormann a fines de enero de 1942, haciéndolos cómplices de la orquestación de la solución final. 
Bormann utilizó su posición para restringir el acceso a Hitler para su propio beneficio y, con el apoyo de diputados como Albert Hoffmann, Gerhard Klopfer y Helmuth Friedrichs, para promover la influencia del partido en áreas como armamentos y mano de obra. El ministro de Armamentos, Albert Speer, se quejó de la interferencia de Bormann con su personal de esta manera. El 12 de abril de 1943, Bormann fue nombrado oficialmente Secretario Privado del Führer, alcanzando una posición única de poder y confianza con Hitler. En algún momento en el otoño de 1943, Joseph Goebbels expresó sus dudas sobre la dependencia de Hitler de Bormann con respecto a los asuntos internos, su enfoque en asuntos militares y su aparente descuido de la política. Goebbels registró este momento como "una crisis de liderazgo" en su diario. Goebbels creía además que "el jefe de la Cancillería del Partido estaba manejando a Hitler". En ese momento, Bormann tenía el control de facto sobre todos los asuntos internos. Ocupó el cargo de líder de la Cancillería del Partido Nazi hasta el 30 de abril de 1945. Al final de los últimos meses de la guerra, Bormann todavía estaba "trabajando febrilmente" para reestructurar el Partido Nazi para una Alemania de posguerra. Al compartir las ilusiones de Hitler, Bormann estaba ejerciendo su poder sobre el partido emitiendo decretos y directivas sobre una amplia variedad de temas al final, mientras Hitler movía "ejércitos inexistentes" en un mapa en el fondo del búnker.

### Citas
1. ↑  Lang, 1979, p. 78.
2. ↑  Spielvogel, 1992, p. 87.